# 노마 가르시아파라
앤서니 노마 가르시아파라(영어: Anthony Nomar Garciaparra, 1973년 7월 23일~)는 미국의 은퇴한 야구 선수이다.

## 생애
캘리포니아주 휘티어에서 멕시코계 미국인 가정에서 태어났다. 그의 이름은 아버지의 이름인 레이먼(Ramon)을 거꾸로 한 것이다. 미국 프로 야구 보스턴 레드 삭스와 로스앤젤레스 다저스에서 활약했다. 2003년 11월 22일에는 미국의 전직 여자 축구 선수인 미아 햄과 결혼했다.

## 사진

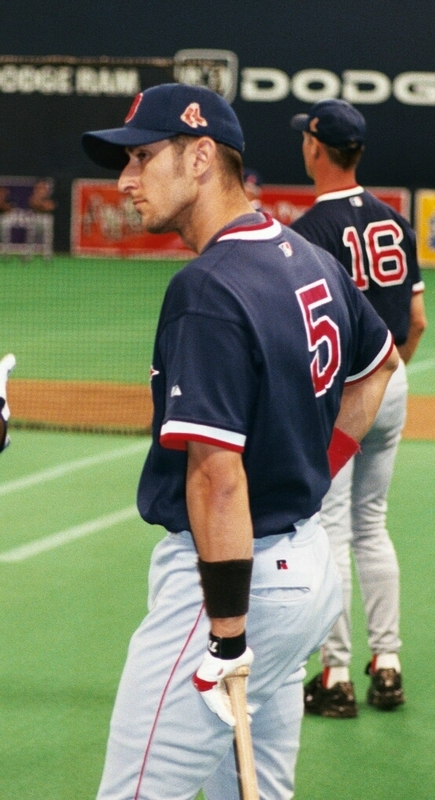
레드 삭스 시절의 노마 가르시아파라 (2002년)
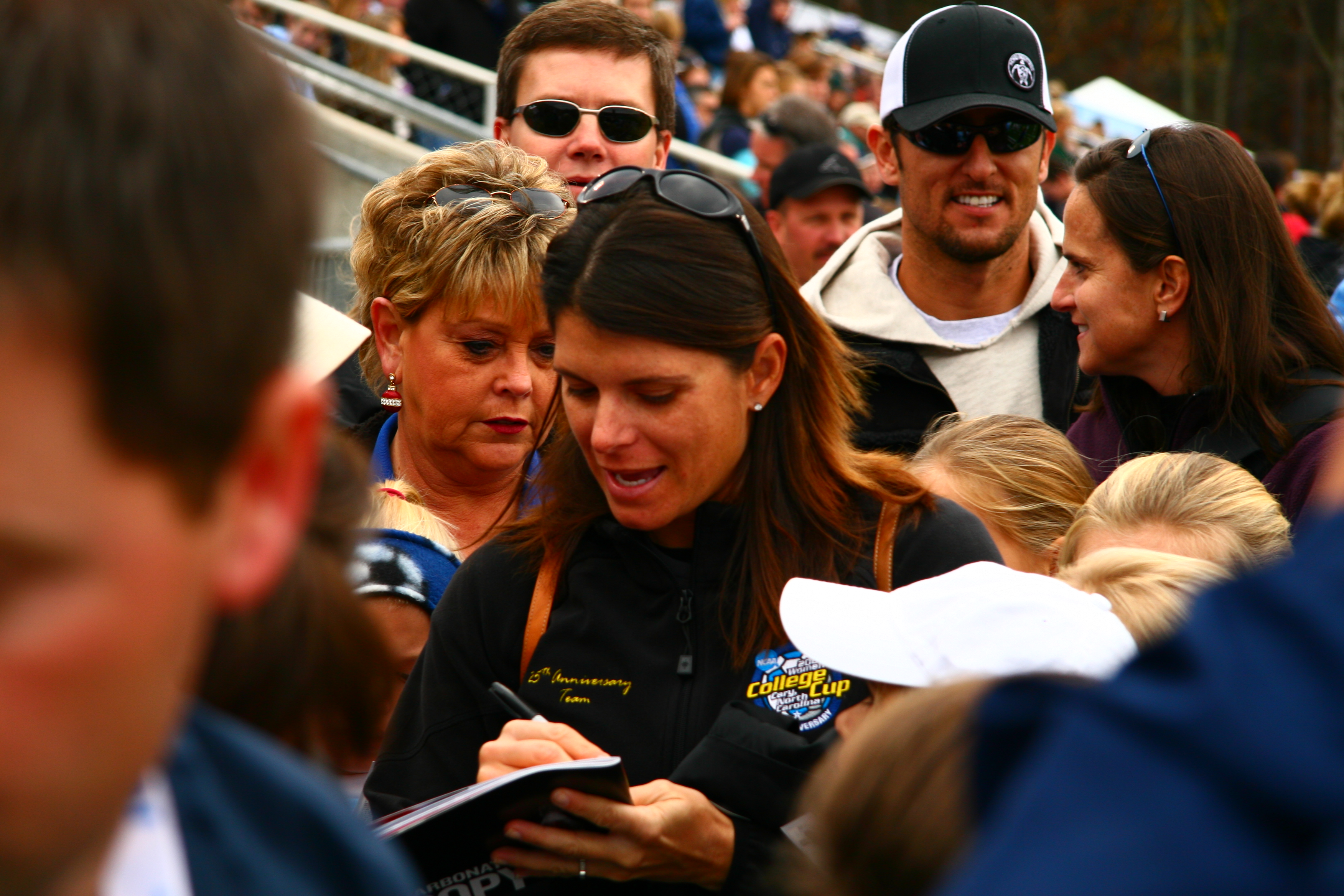
팬들에게 둘러싸인 노마 가르시아파라 부부